# Nowyj Sułak
Nowyj Sułak – osiedle typu miejskiego w Rosji, w Dagestanie. W 2010 roku liczyło 3423 mieszkańców.